# Palau Zane Collalto
El Palau Zane Collalto és un palau de Venècia, situat al barri de San Polo, amb vistes a un canal menor no gaire lluny del Campo Sant'Agostin .

## Història
El palau és obra del famós arquitecte Baldassarre Longhena, del 1665, després de la mort del qual Antonio Gaspari va assumir el relleu per completar la residència encarregada per la família Zane. Després de 1783, la família Collalto va prendre el relleu dels Zane. Longhena va ser un encàrrec de la família Zane, una de les dinasties més riques de la Venècia del segle XVI, de la qual era proto ( mestre d'obres), i va dur a terme el seu projecte dissenyant una façana que, tot i que en un to menor, recorda algunes solucions formals presents en altres arquitectures civils del mateix autor. En particular, s'observen els mètodes organitzatius de les obertures de la façana, que recorden elements presents a Ca' Pesaro, una altra obra famosa de Longhena. Al segle XXI, l'edifici, en bon estat, ha estat la seu d'una escola i ha acollit una fundació de música romàntica francesa i és accessible al públic. La província de Venècia ha supervisat la recuperació d'una part en els darrers anys. Una important restauració ha implicat el casino Ca' Zane, una obra accessòria però molt característica del complex, un edifici present al bell jardí del segle XVII i que albergava un casino per a jocs d'atzar i una biblioteca familiar.

## Descripció
A la façana de pedra blanca d'Ístria del palau destaca la presència d'una planta baixa coronada per dos pisos nobles.
Si excloem les restes supervivents dels dos nivells d'un edifici més petit preexistent adjacent al costat esquerre de la façana, la façana és simètrica, amb dos grans portals d'arc que donen al canal del davant.
A dalt, les dues plantes principals destaquen sobretot per les dues finestres pentaforades d'arc de mig punt, col·locades centralment i totes amb un gran màscara a la clau de volta, un element que també caracteritza les dues finestres laterals monófores, de les quals les obertures centrals també difereixen per la presència de balustrades: la del primer pis sobresurt, la del segon pis està a l'alçada de la façana.
També és important en la composició general de l'obra el jardí del segle XVII situat a la part posterior de l'edifici principal i servit per una porta d'aigua. El jardí acull el casino Ca' Zane, una arquitectura dedicada al joc i a l'estudi, amb una sala de ball a la planta baixa i sales finament decorades i amb frescos (hi ha frescos atribuïts a Sebastiano Ricci).